# Amt Dänischenhagen
Amt Dänischenhagen er et amt i det nordlige Tyskland, beliggende i den nordøstlige del af Kreis Rendsburg-Eckernförde. Kreis Rendsburg-Eckernförde ligger i den centrale del af delstaten Slesvig-Holsten med amtsadministrationen beliggende i byen Dänischenhagen. Amtet ligger på halvøen Jernved (Dänischer Wohld) i det sydøstlige Sydslesvig og afgrænses mod nordøst af Østersøen.

## Kommuner i amtet
1. Dänischenhagen
2. Nør (Noer)
3. Schwedeneck
4. Strande

## Historie
Amt Dänischenhagen har eksisteret siden 1. august 1948 og omfattede dengang kommunerne Altenholz, Dänischenhagen, Schilksee og Strande. I 1959 blev Schilksee indlemmet i delstatshovedstaden Kiel. I 1963 fik Altenholz sin egen forvaltning. Med Kreis- und Amtsreformen i 1970 blev de tidligere amter Dänischenhagen og Schwedeneck (bestående af kommunerne Nør og Schwedeneck) lagt sammen til det nuværende amt Dänischenhagen.